# كارل غلاد
كارل غلاد (بالنرويجية البوكمول: Karl Glad)‏ هو محامي وشخصية أعمال نرويجي، ولد في 26 سبتمبر 1937 في أوسلو في النرويج.

## وصلات خارجية
- كارل غلاد على موقع IMDb (الإنجليزية)